# Mario García Incháustegui
Mario García Incháustegui (* September 1924 in Havanna; † 4. Dezember 1977 bei Kuala Lumpur) war ein kubanischer Botschafter.

## Leben
Mario García Incháustegui war der Sohn eines wohlhabenden spanischen Haushaltswarenimporteurs. Er war mit Gladys Delgado Ortiz verheiratet.
Incháustegui studierte Rechtswissenschaft und wurde zum Doktor der Rechte Zivil und Konsularrecht der Universität von Havanna promoviert. Unter dem Diktator Fulgencio Batista war er Richter und ging in den 1950er Jahren nach Caracas, kam 1959 nach Kuba zurück wurde zum Richter in der Provinz Oriente ernannt und  zum außerordentlichen Gesandter und Ministre plénipotentiaire in Montevideo.
Im November 1959 erteilte die Regierung von Alfredo Stroessner der Regierung in Havanna ihr Agrément, so dass Mario García Incháustegui sowohl als kubanischer Botschafter in Montevideo als auch gleichzeitig als Botschafter in Asunción sein konnte. Am 12. Januar 1961 erklärte der Consejo Nacional de Gobierno unter dem Vorsitz von Benito Nardone in Montevideo Mario García Incháustegui zur Persona non grata. Ihm wurde vorgeworfen am 21. November 1960 Arbeitskämpfe unterstützt zu haben.
Anschließend wurde er Vertreter der kubanischen Regierung beim UN-Hauptquartier. In der Debatte zur Kubakrise im Oktober 1962 bezeichnete er die sowjetischen Raketen als defensiv und die vom Kabinett Kennedy verhängte Seeblockade als kriegerische Handlung. Von 1963 bis 1968 leitete er die Abteilung internationale Organisationen im Ministerio del Comercio Exterior (MINCEX), (kubanisches Außenhandelsministerium) und vertrat die kubanische Regierung auf zahlreichen internationalen Konferenzen. Beispielsweise führte er Verhandlungen bei den Sitzungen der Internationalen Kaffeeorganisation in London. Von 1969 bis 1970 vertrat er die kubanische Regierung beim Büro der Vereinten Nationen in Genf.
Incháustegui wurde am 9. Dezember 1970 zum Botschafter in Santiago de Chile ernannt, wo er von 1971 bis 11. September 1973 akkreditiert war. Ab 1974 war er als Botschafter in Tokio tätig und wurde 1977 auch bei der Regierung in Kuala Lumpur akkreditiert. Gladys Delgado Ortiz und Mario García Incháustegui waren Passagiere des Malaysia-Airlines-Flug 653 und kamen bei dessen Absturz am 4. Dezember 1977 ums Leben.